# Березниківська сільська рада (Ємільчинський район)
Березниківська сільська рада (деколи — Березницька сільська рада) — колишня адміністративно-територіальна одиниця та орган місцевого самоврядування у Городницькому та Ємільчинському районах Коростенської, Волинської округ, Київської та Житомирської областей УРСР та України з адміністративним центром у с. Березники.

## Населені пункти
Сільській раді підпорядковувались населені пункти:
- с. Березники
- с. Адамове
- с. Ситне

## Населення
Кількість населення ради, станом на 1923 рік, становила 1 501 особу, кількість дворів — 264.
Кількість населення сільської ради, станом на 1924 рік, становила 1 630 осіб.
Відповідно до результатів перепису населення 1989 року, кількість населення ради, станом на 12 січня 1989 року, становила 842 особи.
Станом на 5 грудня 2001 року, відповідно до перепису населення України, кількість мешканців сільської ради становила 711 осіб.

## Склад ради
Рада складалась з 12 депутатів та голови.

### Керівний склад сільської ради
| ПІБ                          | Основні відомості                                                               | Дата обрання | Дата звільнення |
| ---------------------------- | ------------------------------------------------------------------------------- | ------------ | --------------- |
| Климчук Володимир Андрійович | Сільський голова, 1952 року народження, освіта, безпартійний                    | 26.03.2006   | 31.10.2010      |
| Шнайдер Ольга Володимирівна  | Сільський голова, 1971 року народження, освіта середня спеціальна, позапартійна | 31.10.2010   |                 |

Примітка: таблиця складена за даними джерела

## Історія
Утворена 1923 року в складі сіл Березники та Майдан-Березницький, колонії Нові Березники Городницької волості Новоград-Волинського повіту Волинської губернії. Станом на 1 жовтня 1941 року с. Майдан Березники (Майдан-Березницький) та кол. Нові Березники зняті з обліку населених пунктів.
Станом на 1 вересня 1946 року, відповідно до інформації довідника «Українська РСР. Адміністративно-територіальний поділ», сільська рада входила до складу Городницького району Житомирської області, на обліку в раді перебувало с. Березники.
У 1952 році до складу ради включено х. Липник Липинської сільської ради Городницького району. Станом на 10 лютого 1952 року значиться таким, що не існує і підлягає виключенню з обліку. 11 серпня 1954 року, відповідно до указу Президії Верховної ради УРСР «Про укрупнення сільських рад по Житомирській області», до складу раду включено села Адамове, Ситне та хутори Червоний Степ, Курчицька Торфорозробка ліквідованої Ситнівської сільської ради Городницького району.
Станом на 1 січня 1972 року сільська рада входила до складу Ємільчинського району Житомирської області, на обліку в раді перебували села Адамове, Березники та Ситне.
Припинила існування 14 листопада 2017 року в зв'язку з об'єднанням до складу Ємільчинської селищної громади Ємільчинського району Житомирської області.
Входила до складу Городницького (7.03.1923 р.) та Ємільчинського (28.11.1957 р.) районів.